# Donald Pleasence

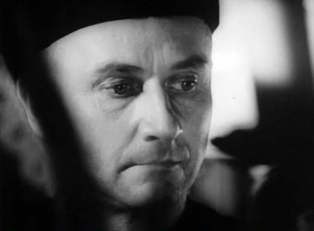
Donald Pleasence in Eye of the Devil

Donald Henry Pleasence (Worksop, 5 oktober 1919 - Saint-Paul-de-Vence, 2 februari 1995) was een Engels acteur. Hij won in 1959 een BAFTA Award voor zijn verdiensten in het lichte amusement. Daarnaast werd hij in 1978 genomineerd voor een Emmy Award (voor de televisiefilm The Defection of Simas Kudirka) en zowel in 1980 (voor Dracula) als 1982 (voor Halloween II) voor een Saturn Award.
Pleasence maakte in 1954 zijn acteerdebuut als Tromp in The Beachcomber. Dat bleek uiteindelijk zijn eerste van meer dan 130 filmrollen, meer dan 160 inclusief televisiefilms. Een aanzienlijk aantal daarvan waren die van personages in horrorfilms. Zo speelde hij onder meer Dr. Sam Loomis - de psychiater van filmmoordenaar Michael Myers - in zowel Halloween, Halloween II, Halloween 4: The Return of Michael Myers, Halloween 5 als Halloween: The Curse of Michael Myers (hij ontbrak in Halloween III: Season of the Witch omdat de deze film totaal losstaat van Myers).

Het voor het eerst spelen van Loomis betekende een ommekeer in de carrière van Pleasence: waar hij voorheen doorgaans werd gecast als kwaadaardig personage, werd hij vanaf dat moment vooral gevraagd om de - of een van de - goedwillende te spelen.
Pleasence was tevens de eerste acteur die James Bond-vijand Ernst Stavro Blofeld speelde, de misdaadbaas met een witte kat op zijn arm. In de filmversie van Dracula uit 1979 vertolkte Pleasence Jack Seward, de vader van een van de bruiden van Dracula (Frank Langella).

## Privéleven
Pleasence trad meerdere malen in het huwelijk. Hij trouwde in 1941 voor het eerst, met televisieactrice Miriam Raymond. Hun huwelijk duurde tot 1958 en bracht twee dochters voort. In 1959 hertrouwde hij met Josephine Crombie en kreeg met haar ook twee dochters. Na weer een scheiding in 1970 hertrouwde Pleasence datzelfde jaar nog met zangeres Miera Shore, met wie hij zijn vijfde en laatste dochter kreeg. Shore was daarentegen niet zijn laatste vrouw. Dat was zijn vierde echtgenote Linda Kentwood, die een jaar na zijn derde scheiding in 1988 met hem trouwde en met hem samen bleef tot aan zijn dood in 1995. Een operatie aan een hartklep leverde complicaties op die Pleasence op 75-jarige leeftijd fataal werden.

## Filmografie
*Exclusief 29 televisiefilms
| - Fatal Frames (1996) - Halloween: The Curse of Michael Myers (1995) - Safe Haven (1995) - The Big Freeze (1993) - The Hour of the Pig (1993) - The Princess and the Cobbler (1993, stem) - Diên Biên Phú (1992) - Shadows and Fog (1991) - Miliardi (1991, aka Millions) - L'avvoltoio può attendere (1991) - American risciò (1990, aka American Tiger) - Buried Alive (1990) - Casablanca Express (1989) - Halloween 5 (1989) - Paganini Horror (1989, aka The Killing Violin) - River of Death (1989) - Ten Little Indians (1989) - The House of Usher (1989) - Hanna's War (1988) - Halloween 4: The Return of Michael Myers (1988) - Nosferatu a Venezia (1988, aka Vampire in Venice) - Angel Hill: l'ultima missione (1988) - Der Commander (1988) - Un delitto poco comune (1988, aka Phantom of Death) - Prince of Darkness (1987) - Django 2: il grande ritorno (1987, aka Django Strikes Again) - Ground Zero (1987) - Double Target (1987) - Spettri (1987, aka Specters) - Warrior Queen (1987) - Animali metropolitani (1987) - Cobra Mission (1986) - Into the Darkness (1986) - Sotto il vestito niente (1985) - The Treasure of the Amazon (1985) - Phenomena (1985) - To Kill a Stranger (1985) - A Breed Apart (1984) - The Ambassador (1984) - Frankenstein's Great Aunt Tillie (1984) - The Devonsville Terror (1983) - Warrior of the Lost World (1983) - Where Is Parsifal? (1983) - Alone in the Dark (1982) - Race for the Yankee Zephyr (1981) - Halloween II (1981) - Escape from New York (1981) - L'uomo puma (1980, aka The Pumaman) - The Monster Club (1980) - Jaguar Lives! (1979) - Dracula (1979) - Good Luck, Miss Wyckoff (1979) - L'homme en colère (1979, aka The Angry Man) - Halloween (1978) - L'ordre et la sécurité du monde (1978) - Power Play (1978) - Sgt. Pepper's Lonely Hearts Club Band (1978) - Night Creature (1978) - Tomorrow Never Comes (1978) - Blood Relatives (1978, aka Les Liens de sang) - Jesus of Nazareth (1977) - Telefon (1977) - Oh, God! (1977) - The Uncanny (1977) - The Eagle Has Landed (1976) - The Last Tycoon (1976) - The Passover Plot (1976) - Goldenrod (1976) - The Devil's Men (1976) - Trial by Combat (1976) - Hearts of the West (1975) | - Journey into Fear (1975) - Escape to Witch Mountain (1975) - I Don't Want to Be Born (1975) - Barry McKenzie Holds His Own (1974) - Malachi's Cove (1974) - The Mutations (1974) - La loba y la Paloma (1974, aka House of the Damned) - The Black Windmill (1974) - Altrimenti ci arrabbiamo (1974, aka Watch Out, We're Mad) - Tales That Witness Madness (1973) - The Rainbow Boys (1973) - From Beyond the Grave (1973) - Wedding in White (1972) - Innocent Bystanders (1972) - The Pied Piper (1972) - The Jerusalem File (1972) - Henry VIII and His Six Wives (1972) - Death Line (1972) - Kidnapped (1971) - Wake in Fright (1971) - THX 1138 (1971) - Soldier Blue (1970) - Arthur! Arthur! (1969) - The Madwoman of Chaillot (1969) - Mr. Freedom (1969) - The Other People (1968) - Will Penny (1968) - Creature of Comfort (1968) - Matchless (1967) - You Only Live Twice (1967) - The Night of the Generals (1967) - Fantastic Voyage (1966) - Eye of the Devil (1966) - Cul-de-sac (1966) - The Hallelujah Trail (1965) - The Greatest Story Ever Told (1965) - The Great Escape (1963) - The Caretaker (1963) - The Inspector (1962) - Dr. Crippen (1962) - What a Carve Up! (1961) - Spare the Rod (1961) - The Wind of Change (1961) - No Love for Johnnie (1961) - The Hands of Orlac (1960) - Suspect (1960) - The Big Day (1960) - Sons and Lovers (1960) - Circus of Horrors (1960) - Hell Is a City (1960) - The Flesh and the Fiends (1960) - The Shakedown (1960) - A Story of David (1960) - The Battle of the Sexes (1959) - Killers of Kilimanjaro (1959) - The Two-Headed Spy (1958) - The Man Inside (1958) - The Wind Cannot Read (1958) - Heart of a Child (1958) - A Tale of Two Cities (1958) - Look Back in Anger (1958) - Barnacle Bill (1957) - Manuela (1957) - The Man in the Sky (1957) - The Black Tent (1956) - 1984 (1956) - Value for Money (1955) - Orders Are Orders (1954) - The Beachcomber (1954) |

- Biblioteca Nacional de España: XX1305430
- Bibliothèque nationale de France: cb138985511 (data)
- Catàleg d'autoritats de noms i títols de Catalunya: 981058514019006706
- Gemeinsame Normdatei: 140958355
- International Standard Name Identifier: 0000 0001 2139 6727
- Library of Congress Control Number: n88100581
- MusicBrainz: 69ef0db6-64ea-4d5b-8273-242b4dfe1f07
- Nationale Bibliotheek van Tsjechië: pna2004259248
- Nationale Bibliotheek van Israël: 987007443747505171
- Nationale Bibliotheek van Polen: a0000002609436
- Nederlandse Thesaurus van Auteursnamen: 073468924
- SNAC: w65t4ghp
- Système universitaire de documentation: 058252568
- Virtual International Authority File: 74038635
- WorldCat: E39PBJmy3YdFtgfRhQxF67D8YP